# L.L.L.
«L.L.L.» es el sencillo debut del grupo musical MYTH & ROID, una unidad de música japonesa dirigida por Tom-H@ck. Fue lanzado por Media Factory el 26 de agosto de 2015.

## Descripción general
La canción principal es el tema final de la primera temporada del anime Overlord. El origen del título es una abreviatura de las palabras «Leashed, Luminous, Love», y junto con la letra, expresa el loco amor de Albedo, uno de los personajes principales de la obra.
Inicialmente, en Overlord solo se decidió dejar el tema de apertura por Tom-H@ck y la unidad OxT de Masayoshi Ōishi, pero Tom-H@ck quien leyó la obra original decidió que era perfecto para el debut de MYTH & ROID, Kadokawa estuvo a cargo del tema final mientars Tom-H@ck escribió una canción sobre Albedo y la convirtió en Mayu (la primera vocalista del grupo), ya que pensó que la poderosa y brillante voz de Mayu para cantar, era la que estaba buscando en ese momento, y podría tener carisma necesario para interpretarla. Mayu dijo que enfatizó la coexistencia de la locura y el amor por la canción principal y la incorporó al sonido de MYTH & ROID, pero también dijo que le costó mucho expresar ambos al mismo tiempo. Por otro lado, la canción de acoplamiento «The First Ending» tiene una atmósfera completamente diferente de «L.L.L.» porque tiene como objetivo que la gente conozca la gama de música de MYTH & ROID.
La letra y la composición están bajo el nombre de MYTH & ROID, pero en realidad, hotaru y Tom-H@ck están a cargo de cada uno. Sobre este punto, Mayu dice que quiere trabajar sin fijar al responsable desde una perspectiva de largo plazo, por lo que decidió describirlo en el nombre de la unidad.
Lanzado al mismo tiempo que el tema de apertura «Clattanoia», monopolizaron el 1.er y 2.º lugar en el ranking de género de iTunes, y el soramimi de L.L.L. se hizo popular en la red. El sitio web oficial tiene traducciones al japonés de las letras.